# Marios Tofi
Marios Tofi (Grieks: Μάριος Τοφή; Athene, 24 februari 1990) is een Cypriotisch zanger. Hij woont sinds zijn 5de in Famagusta. Vanaf zijn 8ste is Tofi geïnteresseerd in muziek, zang en dans. Hij kreeg vanaf het begin de juiste opleidingen. Hij leerde ook nog piano, gitaar, tenorsaxofoon, drum en percussie bespelen. Hij volgde vocale cursussen. Ook studeerde hij klassiek ballet, Latijnse dans en Flamenco, zeven jaar lang. Hij spreekt Grieks, Engels en studeert Spaans en Frans. Hij zingt in het Grieks, Engels, Spaans, Italiaans, Frans. Tofi houdt van live optredens op grote muziekevenementen en festivals. Hij houdt contact met het publiek bij het uitvoeren. Zijn optredens zijn dynamisch, vol energie en passie. Hij trad op in verschillende concerten en festivals in Groot-Brittannië, Letland, Litouwen, Bulgarije, Polen, Spanje, Italië, Malta, Noorwegen, Estland, Noord-Macedonië, Tsjechië, Wit-Rusland, Duitsland, Roemenië, Griekenland, Cyprus en nog veel meer landen.

## Biografie

### Het begin
In april 1999, nam Tofi deel aan de 1e Pancyprian Performing Contest waar hij 1ste werd. De wedstrijd werd georganiseerd door de Cypriotische omroep CyBC.
In juni 1999 nam hij deel aan de lokale wedstrijd "Kataklysmos Festival" in Larnaca, ook hier werd hij 1ste. In september 2003 heeft de onderneming "Chris Cash & Carry" met Tofi samengewerkt voor een schoolreclame. Het was een zeer succesvolle reclame. Na dit succes kwam er in december 2003 nog een voorstel door "Chris Cash & Carry" voor hun kerstreclame, opnieuw met een succesvol resultaat aanvaardde hij de opdracht.

### Junior Eurovisiesongfestival
Op 7 september 2004 werd hij geselecteerd uit 54 inzendingen om Cyprus te vertegenwoordigen op de 2e Junior Eurovisiesongfestival op 20 november 2004 in Lillehammer, Noorwegen, met zijn nummer Onira. Daarna had hij vele optredens in o.a. Malta, het Verenigd Koninkrijk, Letland, Griekenland en andere landen.
Hij behaalde een 8ste plaats (en tot op heden de beste Cypriotische plaats) met 61 punten.
Op 27 november 2004 werd hij uitgenodigd om zijn lied te presenteren in Barcelona om de Spaanse overwinning te vieren op het festival.

## Prijzen
| Jaar | Prijs                                   | Evenement                                           | Plaats              |
| ---- | --------------------------------------- | --------------------------------------------------- | ------------------- |
| 1999 | 1ste plaats                             | CyBC Pancyprian Song Contest                        | Cyprus              |
| 1999 | 1ste plaats                             | Kataklysmos Festival                                | Cyprus              |
| 2004 | 8ste plaats                             | Junior Eurovisiesongfestival                        | Noorwegen           |
| 2005 | Speciale prijs (jury)                   | International Song Festival “Song-Magic”            | Bulgarije           |
| 2005 | Audiëntieprijs                          | International Song Festival “Palangos Gaida – 2005” | Litouwen            |
| 2005 | 3de plaats (zang) Journalist Jury Award | International Song Festival “Universitalent”        | Tsjechië            |
| 2006 | 2de plaats (zang) Speciale prijs (jury) | International Pop Song Festival “Discovery 2006”    | Bulgarije           |
| 2006 | 2de plaats                              | International Song and Dance Festival “Konin 2006”  | Polen               |
| 2006 | 2de plaats                              | International Song Festival “Ohrid 2006”            | Macedonië           |
| 2006 | 1ste plaats (beste nummer)              | International Pop Song Festival “Conzoni Dal Mondo” | Italië              |
| 2007 | Beste prestatie                         | International Song Contest “Tähtede Laul 2007”      | Estland             |
| 2007 | 2de plaats (zang)                       | International Music Festival “Universong”           | Canarische Eilanden |

2003: Theodora Raffi ·
2004: Marios Tofi ·
2006: Luis Panagiotou & Christina Christofi ·
2007: Yiorgos Ioannides ·
2008: Elena Mannouri & Charis Savva ·
2009: Rafaella Costa ·
2014: Sophia Patsalides · 
2016: Giorgos Michailidis · 
2017: Nicole Nicolaou